# Walking with a Ghost
Walking with a Ghost é um EP da banda americana The White Stripes, lançado em 6 de dezembro de 2005 pela gravadora V2 Recordings. O EP possui uma canção inédita homônima gravada em estúdio, e mais quatro faixas ao vivo, que também apareceram como lados-b nos singles de Get Behind Me Satan. A canção-título é uma regravação da canção original gravada por Tegan and Sara no álbum So Jealous em 2004.

## Faixas
Todas as músicas escritas por Jack White, exceto onde especificado.
1. "Walking with a Ghost" (Sara Quin) – 2:47
2. "Same Boy You've Always Known" (ao vivo) – 3:12
3. "As Ugly as I Seem" (ao vivo) – 5:04
4. "The Denial Twist" (ao vivo) – 2:35
5. "Screwdriver" (ao vivo, inclui uma performance de "Passive Manipulation") – 5:15
6. "Shelter Of Your Arms" (Craig Fox) - 3:30 (faixa bônus na edição japonesa)

- As faixas 3 e 4 foram gravadas em 15 de Agosto de 2005 para a rádio KCRW de Los Angeles.
- As faixas 2 e 5 foram gravadas em 1 de junho de 2005 em Manaus, Brasil, onde Jack White se casou.[1]

## Formação
- Jack White – guitarra, piano, vocais, mixagem (faixas 1, 6)
- Meg White – bateria, bongôs, percussão

### Membros adicionais
- John Curley - engenharia de som (faixas 1, 6)
- Greg Jackman - engenharia de som (faixas 2, 5)
- Jason Wormer - engenharia de som, mixagem (faixas 3, 4)
- Jared Nugent - assistente de engenharia, assistente de mixagem (faixas 3, 4)
- Matthew Kettle - mixagem (faixas 2, 5)
- Matt Lawrence - assistente de mixagem (faixas 2, 5)
- Rohan Onraet - assistente (faixas 2, 5)
- Howie Weinberg - masterização (faixa 1)
- Kevin Metcalfe - masterização (faixas 3, 4, 6)